# Championnat du Portugal féminin de football 1989-1990
Navigation
Édition précédente Édition suivante
La Taça Nacional Feminino 1989-1990 est la 5e édition du championnat du Portugal féminin de football. Dix-sept équipes divisées en trois groupes régionaux s'affrontent selon le principe des matches aller et retour, au fil de dix journées, durant la première phase. À l'issue de cette première phase, les clubs terminant à la première place de chaque groupe s'affrontent dans une phase finale dans un mini championnat aller-retour.
À l'issue de la saison, le Boavista FC s'adjuge un cinquième titre de champion, battant en phase finale le CD Costa do Estoril et l'União de Coimbra. Pour cette cinquième édition il n'existe toujours pas de principe de relégations en division inférieure.

## Participants
Ce tableau présente les dix-huit équipes qualifiées pour disputer le championnat 1989-1990. On y trouve le nom des clubs, la date de création du club, le nom des stades ainsi que la capacité de ces derniers.
La première phase comprend deux groupes de six équipes et un de cinq. Deux équipes qui évoluaient la saison passée en zone centre sont reclassées en zone sud.
Légende des couleurs
- Champion de Taça Nacional Feminino la saison précédente.
- Promu de division inférieure.

| \| Boavista Leça do Balio Espinho V. Guimarães Torre de Moncorvo \| Localisation des clubs engagés dans la Zona Norte du championnat. |
| Boavista Leça do Balio Espinho V. Guimarães Torre de Moncorvo                                                                         |

| Nom du club       | Date de création | Dernière montée | Division 1988-1989 | Stade                                    | Capacité | Vict. |
| ----------------- | ---------------- | --------------- | ------------------ | ---------------------------------------- | -------- | ----- |
| Boavista FC       | 1903             | 1985            | Taça Nacional      | Campo de Treinos do Estádio do Bessa XXI | -        | 4     |
| CA Espinho        | -                | 1988            | Taça Nacional      | -                                        | -        | /     |
| V. Guimarães      | 1922             | 1989            | Distrital          | -                                        | -        | /     |
| Leça do Balio     | 1964             | 1985            | Taça Nacional      | -                                        | -        | /     |
| Torre de Moncorvo | 1967             | 1988            | Taça Nacional      | -                                        | -        | /     |

| \| U.Coimbra Ferreirense Albergaria Viseu Murta Riachense \| Localisation des clubs engagés dans la Zona Centro du championnat. |
| U.Coimbra Ferreirense Albergaria Viseu Murta Riachense                                                                          |

| Nom du club         | Date de création | Dernière montée | Division 1989-1990 | Stade                                             | Capacité | Vict. |
| ------------------- | ---------------- | --------------- | ------------------ | ------------------------------------------------- | -------- | ----- |
| Clube de Albergaria | 1890             | 1989            | Distrital          | Estádio Municipal António Augusto Martins Pereira | 1 500    | /     |
| CF União de Coimbra | 1919             | 1985            | Taça Nacional      | -                                                 | -        | /     |
| União Ferreirense   | 1916             | 1986            | Taça Nacional      | -                                                 | -        | /     |
| ACRD Murta          | -                | 1989            | Distrital          | -                                                 | -        | /     |
| CA Riachense        | 1932             | 1989            | Distrital          | -                                                 | -        | /     |
| CD Viseu            | -                | 1988            | Taça Nacional      | -                                                 | -        | /     |

| \| Alvalade Terras da Costa Carcavelos Estoril Santarém Os Elvenses \| Localisation des clubs engagés dans la Zona Sul du championnat. |
| Alvalade Terras da Costa Carcavelos Estoril Santarém Os Elvenses                                                                       |

| Nom du club         | Date de création | Dernière montée | Division 1988-1989 | Stade | Capacité | Vict. |
| ------------------- | ---------------- | --------------- | ------------------ | ----- | -------- | ----- |
| Académico Alvalade  | -                | 1985            | Taça Nacional      | -     | -        | /     |
| GS Carcavelos       | 1921             | 1985            | Taça Nacional      | -     | -        | /     |
| CF Os Elvenses      | 1924             | 1988            | Taça Nacional      | -     | -        | /     |
| GD Costa do Estoril | -                | 1986            | Taça Nacional      | -     | -        | /     |
| AC Santarém         | -                | 1988            | Taça Nacional      | -     | -        | /     |
| GD Terras da Costa  | 1983             | 1986            | Taça Nacional      | -     | -        | /     |

## Compétition

### Première phase
Classement
Le classement est calculé avec le barème de points suivant : une victoire vaut deux points, le match nul un et la défaite zéro.
Critères de départage en cas d'égalité au classement :
1. classement aux points des matchs joués entre les clubs ex æquo ;
2. différence entre les buts marqués et les buts concédés sur la totalité des matchs joués dans le championnat ;
3. plus grand nombre de buts marqués sur la totalité des matchs joués dans le championnat ;
4. en cas de nouvelle égalité, une rencontre supplémentaire aura lieu sur terrain neutre avec, éventuellement, l’épreuve des tirs au but.

#### Zone Nord
Le SC Braga a quitté la compétition, et est remplacé par un autre grand nom du football portugais qu'est le Vitória Guimarães. Mais cette nouvelle opposition n'empèche pas les joueuses du Boavista Porto de remporter pour la cinquième fois consécutive la zone Nord.
| Rang | Équipe               | Pts | J | G | N | P | Bp | Bc | Diff |
| ---- | -------------------- | --- | - | - | - | - | -- | -- | ---- |
| 1    | Boavista FCT         | 16  | 8 | 8 | 0 | 0 | 49 | 2  | +47  |
| 2    | V. GuimarãesP        | 11  | 8 | 5 | 1 | 2 | 16 | 9  | +7   |
| 3    | Leça do Balio        | 9   | 8 | 4 | 1 | 3 | 14 | 9  | +5   |
| 4    | CA Espinho           | 3   | 8 | 1 | 1 | 6 | 8  | 29 | -21  |
| 5    | GD Torre de Moncorvo | 1   | 8 | 0 | 1 | 7 | 2  | 40 | -38  |

|  | Qualifié pour la phase finale de la compétition. |
|  | Relégué en division inférieure. |
|  | T Tenant du titre. P Promu de division inférieure. Pts points ; G victoires ; N match nuls ; P défaites Bp buts marqués ; Bc buts encaissés ; Diff différence de buts |

| Résultats (▼dom., ►ext.)                                   | Boa  | Gui | LdB | Esp | Mon  |
| Boavista FC                                                |      | 3-1 | 4-0 | 8-0 | 10-0 |
| V. Guimarães                                               | 0-2  |     | 2-1 | 2-1 | 4-0  |
| Leça do Balio                                              | 1-2  | 1-1 |     | 2-0 | 3-0  |
| CA Espinho                                                 | 0-9  | 1-3 | 0-3 |     | 1-1  |
| GD Torre de Moncorvo                                       | 0-11 | 0-3 | 0-3 | 1-5 |      |
| - Victoire à domicile - Match nul - Victoire à l'extérieur |      |     |     |     |      |

#### Zone Centre
L'União de Coimbra, s'adjuge une nouvelle fois le championnat de la zone centre, ne concédant qu'un nul face à leurs dauphines de l'União Ferreirense.
| Rang | Équipe               | Pts | J  | G | N | P  | Bp | Bc | Diff |
| ---- | -------------------- | --- | -- | - | - | -- | -- | -- | ---- |
| 1    | União de Coimbra     | 19  | 10 | 9 | 1 | 0  | 52 | 5  | +47  |
| 2    | União Ferreirense    | 16  | 10 | 7 | 2 | 1  | 30 | 4  | +26  |
| 3    | Clube de AlbergariaP | 10  | 10 | 5 | 0 | 5  | 23 | 20 | +3   |
| 4    | CD Viseu             | 8   | 10 | 3 | 2 | 5  | 11 | 18 | -7   |
| 5    | ACRD MurtaP          | 7   | 10 | 3 | 1 | 6  | 14 | 26 | -12  |
| 6    | CA RiachenseP        | 0   | 10 | 0 | 0 | 10 | 3  | 60 | -57  |

|  | Qualifié pour la phase finale de la compétition. |
|  | Relégué en division inférieure. |
|  | T Tenant du titre. P Promu de division inférieure. Pts points ; G victoires ; N match nuls ; P défaites Bp buts marqués ; Bc buts encaissés ; Diff différence de buts |

| Résultats (▼dom., ►ext.)                                   | Coi  | Fer | Alb | Vis | Mur  | Ria  |
| União Coimbra                                              |      | 1-0 | 4-1 | 5-1 | 10-0 | 10-0 |
| União Ferreirense                                          | 0-0  |     | 4-2 | 3-0 | 1-0  | 10-0 |
| Clube de Albergaria                                        | 0-5  | 0-3 |     | 3-0 | 2-3  | 4-1  |
| CD Viseu                                                   | 1-3  | 1-1 | 0-2 |     | 2-0  | 4-0  |
| ACRD Murta                                                 | 1-2  | 0-4 | 0-3 | 1-1 |      | 3-0  |
| CA Riachense                                               | 1-12 | 0-4 | 0-6 | 0-1 | 1-6  |      |
| - Victoire à domicile - Match nul - Victoire à l'extérieur |      |     |     |     |      |      |

#### Zone Sud
| Rang | Équipe              | Pts | J  | G | N | P  | Bp | Bc | Diff |
| ---- | ------------------- | --- | -- | - | - | -- | -- | -- | ---- |
| 1    | GD Costa do Estoril | 15  | 9  | 7 | 1 | 1  | 30 | 11 | +19  |
| 2    | GD Terras da Costa  | 15  | 10 | 7 | 1 | 2  | 25 | 10 | +15  |
| 3    | GS Carcavelos       | 12  | 9  | 6 | 0 | 3  | 28 | 9  | +19  |
| 4    | Académico Alvalade  | 10  | 10 | 5 | 0 | 5  | 24 | 16 | +8   |
| 5    | AC Santarém         | 6   | 10 | 2 | 2 | 6  | 13 | 27 | -14  |
| 6    | Os Elvenses         | 0   | 10 | 0 | 0 | 10 | 2  | 49 | -47  |

|  | Qualifié pour la phase finale de la compétition. |
|  | Relégué en division inférieure. |
|  | T Tenant du titre. P Promu de division inférieure. Pts points ; G victoires ; N match nuls ; P défaites Bp buts marqués ; Bc buts encaissés ; Diff différence de buts |

| Résultats (▼dom., ►ext.)                                   | Est | Cos | Car | Alv | San | Elv |
| GD Costa do Estoril                                        |     | 3-1 | -   | 3-5 | 2-2 | 6-1 |
| GD Terras da Costa                                         | 0-2 |     | 2-1 | 3-1 | 3-0 | 8-0 |
| GS Carcavelos                                              | 1-3 | 1-2 |     | 3-0 | 5-0 | 5-0 |
| Académico Alvalade                                         | 1-2 | 0-1 | 0-3 |     | 2-1 | 7-0 |
| AC Santarém                                                | 0-6 | 1-1 | 2-4 | 0-4 |     | 4-0 |
| Os Elvenses                                                | 0-3 | 1-4 | 0-5 | 0-4 | 0-3 |     |
| - Victoire à domicile - Match nul - Victoire à l'extérieur |     |     |     |     |     |     |

### Phase finale
Les trois équipes (les mêmes que la saison passée) qualifiées pour la phase finale s'opposent dans un mini championnat aller-retour. Le Boavista s'octroie un cinquième titre de champion du Portugal.
| Rang | Équipe              | Pts | J | G | N | P | Bp | Bc | Diff |
| ---- | ------------------- | --- | - | - | - | - | -- | -- | ---- |
| 1    | Boavista FCT        | 8   | 4 | 4 | 0 | 0 | 12 | 1  | +11  |
| 2    | GD Costa do Estoril | 3   | 4 | 1 | 1 | 2 | 3  | 7  | -4   |
| 3    | CF União de Coimbra | 1   | 4 | 0 | 1 | 3 | 1  | 8  | -7   |

|  | Vainqueur de la compétition. |
|  | T Tenant du titre. P Promu de division inférieure. Pts points ; G victoires ; N match nuls ; P défaites Bp buts marqués ; Bc buts encaissés ; Diff différence de buts |

| Résultats (▼dom., ►ext.)                                   | Boa | Coi | UdC |
| Boavista FC                                                |     | 3-0 | 2-0 |
| GD Costa do Estoril                                        | 1-3 |     | 1-1 |
| CF União de Coimbra                                        | 0-4 | 0-1 |     |
| - Victoire à domicile - Match nul - Victoire à l'extérieur |     |     |     |